# Svarta floden

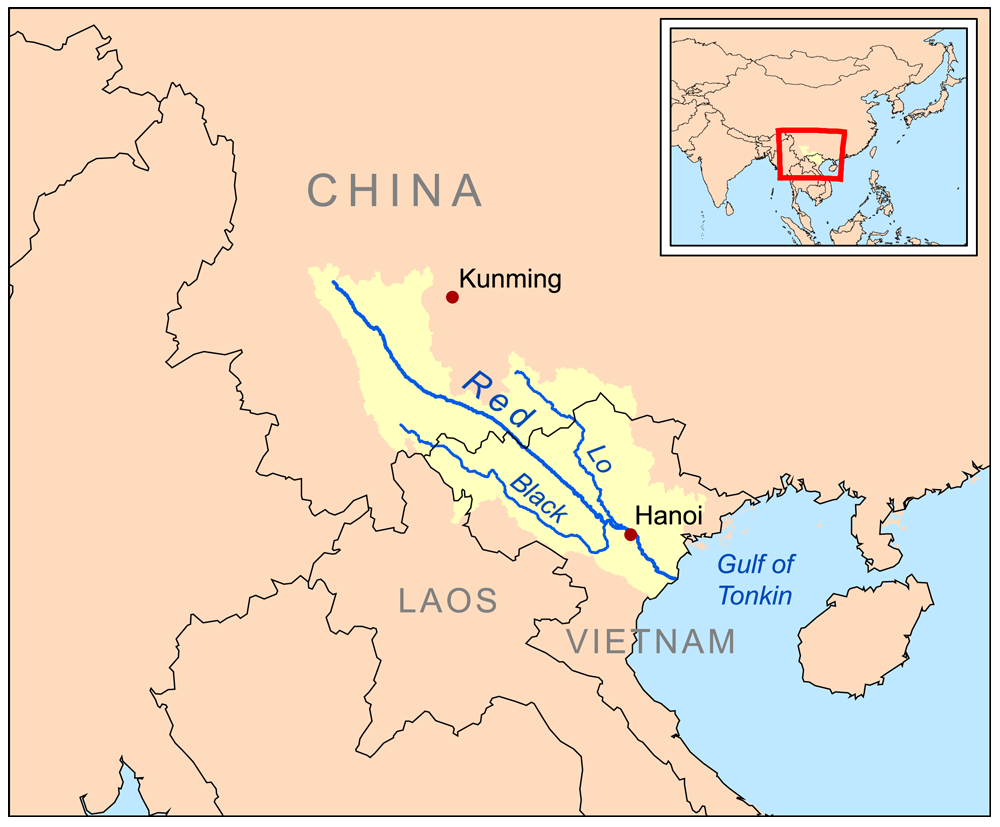
Svarta floden (Black River) på en engelskspråkig karta över Röda floden med tillflöden.

Svarta floden (vietnamesiska: Sông Đà) är en flod i nordvästra Vietnam. Den börjar i provinsen Yunnan i Kina och flyter sedan genom provinserna Lai Chau, Son La, Hoa Binh och Phu Tho där den förenas med Röda floden. Vid staden Hoa Binh finns en stor damm som utgör ett viktigt bidrag till Vietnams elförsörjning. En stor vattenreserovar har bildats av dammen.